# Supercoupe du Koweït de football
La Supercoupe du Koweït de football est une compétition de football opposant le champion du Koweït au vainqueur de la coupe du Koweït, disputée lors d'un match unique. 

## Palmarès
| Année | Vainqueur   | Score               | Finaliste   |
| ----- | ----------- | ------------------- | ----------- |
| 2008  | Al-Arabi SC | 1 - 0               | Koweït SC   |
| 2009  | Qadsia SC   | 4 - 1               | Koweït SC   |
| 2010  | Koweït SC   | 3 - 1               | Qadsia SC   |
| 2011  | Qadsia SC   | 1 - 0               | Kazma SC    |
| 2012  | Al Arabi SC | 2 - 1               | Qadsia SC   |
| 2013  | Qadsia SC   | 3 - 1               | Koweït SC   |
| 2014  | Qadsia SC   | 3 - 2               | Koweït SC   |
| 2015  | Koweït SC   | 3 - 1               | Qadsia SC   |
| 2016  | Koweït SC   | 2 - 2 (3 - 2 t.a.b) | Qadsia SC   |
| 2017  | Koweït SC   | 0 - 0 (5 - 4 t.a.b) | Qadsia SC   |
| 2018  | Qadsia SC   | 2 - 1               | Koweït SC   |
| 2019  | Qadsia SC   | 1 - 0               | Koweït SC   |
| 2020  | Koweït SC   | 1 - 0               | Al Arabi SC |

### Bilan par club
| Club        | Titres | Années du titre                    | Finales | Années de la finale                |
| ----------- | ------ | ---------------------------------- | ------- | ---------------------------------- |
| Qadsia SC   | 6      | 2009, 2011, 2013, 2014, 2018, 2019 | 5       | 2010, 2012, 2015, 2016, 2017       |
| Koweït SC   | 5      | 2010, 2015, 2016, 2017, 2020       | 6       | 2008, 2009, 2013, 2014, 2018, 2019 |
| Al Arabi SC | 2      | 2008, 2012                         | 1       | 2020                               |
| Kazma SC    | 0      | -                                  | 1       | 2011                               |

## Source
- Feuilles de match sur goalzz.com